# 臨川公主
臨川公主（りんせんこうしゅ）は、中国の唐の太宗李世民の十一女。字は孟姜。

## 経歴
李世民と韋貴妃の間に生まれた。貞観初年、臨川公主に封ぜられ、食邑2千戸を受けた。成人すると、周紹範（周法尚の子）の子の周道務にとついだ。貞観17年（643年）、洪州の実封350戸を加えられた。高宗が即位すると、「孝徳頌」をたてまつって高宗の賞賛を浴びた。永徽初年、長公主に進んだ。永淳元年（682年）、幽州の公館で亡くなった。
公主は篆書・隷書に巧みで、文章に優れていた。公主が幼少のころ、太宗が甘泉宮に避暑に出かけたとき、公主が手すさびに書いた詞文に太宗は驚き、「王羲之の娘が字を孟姜といい、書芸にすぐれたと朕は聞いている。その故事を慕って娘の字としたのだが、願わくはその後進となってほしいものだ」と長孫無忌に語ったという。

## 伝記資料
- 『新唐書』巻83 列伝第8「諸帝公主伝」
- 大唐故臨川郡長公主墓誌銘